# Partit per la Democràcia i el Progrés
El Partit per la Democràcia i el Progrés (Francès: Parti pour la Démocratie et le Progrès, PDP) va ser un partit polític de Burkina Faso (antic Alt Volta).
Va ser fundat a l'Abril del 1994 després d'una escissió a la Convenció Nacional de Patriotes Progressistes / Partit Socialdemòcrata al maig del 1993.
Es va fusionar al febrer del 1996 amb la Unió de l'Esquerra Democràtica i el Partit del Progrés Social. Després de fusionar-se amb el Partit Socialista Burkinabès el PDP va esdevenir el Partit per la Democràcia i el Progrés / Partit Socialista. A les eleccions legislatives del 1997 el partit va guanyar el 10,1% del vot popular i 6 dels 111 escons.